# ملودی هرناندز
ملودی هرناندز (به انگلیسی: Melody Hernandez) ژیمناست زادهٔ ۳۰ اکتبر ۱۹۹۰ میلادی اهل کشور استرالیا است.